# Calçada Nota 10

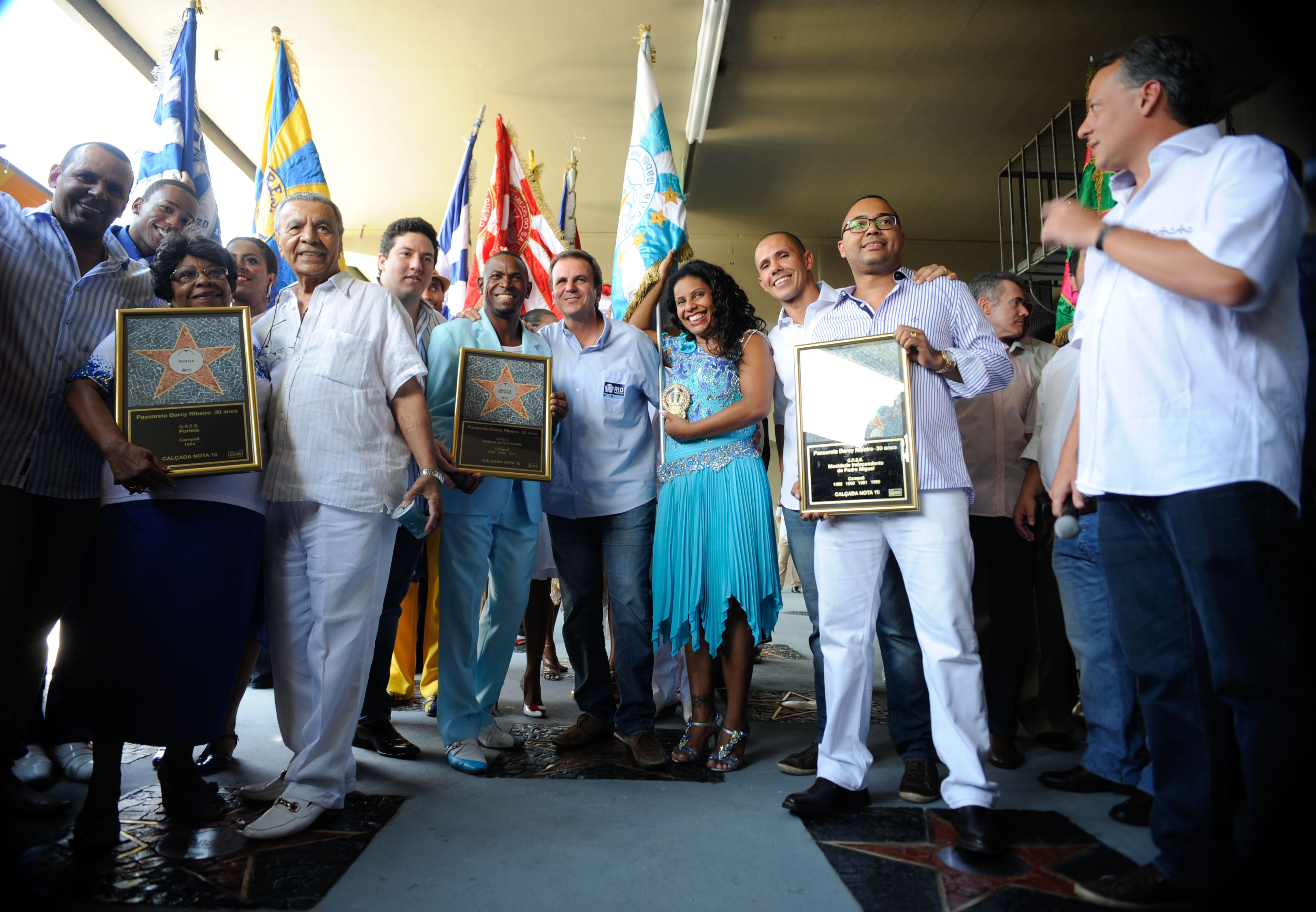
O prefeito Eduardo Paes inaugura na Passarela do Samba Darcy Ribeiro, a Calçada Nota Dez, espaço semelhante à famosa calçada das estrelas de Hollywood (Tânia Rêgo/Agência Brasil)

Calçada Nota 10 é um espaço localizado sob a arquibancada da Passarela do Samba, onde são homenageadas as escolas de samba vencedoras do Carnaval do Rio de Janeiro desde 1984.
A galeria, inspirada na Calçada da Fama de Hollywood, foi inaugurada em 2014, como parte das comemorações pelos 30 anos da construção do Sambódromo. Fica sob a arquibancada do Setor 10, ao lado da Rua Salvador de Sá.
Para cada ano foi fixada na calçada uma estrela de 70 cm x 70 cm, feita de pedras portuguesas vermelhas e pretas, com contorno de fios de bronze. No centro de cada estrela, uma placa de aço informa o nome da escola campeã daquele ano.